# John Lewis (Pianist)

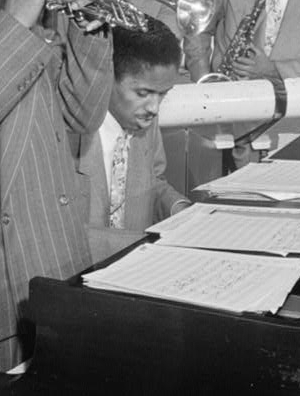
John Lewis, Fotografie von William P. Gottlieb, ca. 1947

John Aaron Lewis (* 3. Mai 1920 in La Grange, Illinois; † 29. März 2001 in New York City) war ein US-amerikanischer Jazz-Musiker (Pianist und Komponist).

## Leben und Wirken
Lewis begann im Alter von sechs Jahren mit dem Klavierspielen. Er studierte an der University of New Mexico Musik und Anthropologie (Abschluss als Magister). Daneben schrieb er Arrangements (u. a. für Teddy Wilson). 1942 lernte er in der Armee den Schlagzeuger Kenny Clarke kennen. Dieser führte ihn nach seinem Wehrdienst (bis 1945) in die Dizzy Gillespie Band ein, wo er an die Stelle von Thelonious Monk trat. Er spielte aber auch mit Charlie Parker (Charlie Parker Memorial, Vol. 1 1947/48). 1948 schrieb er Arrangements für das sogenannte Capitol Orchestra von Miles Davis, mit dem er auch auftrat (Pre-Birth of the Cool), und an dessen Einspielung Birth of the Cool er beteiligt war. In dieser Zeit war er auch mit der Band von Illinois Jacquet unterwegs, anschließend mit Lester Young. Zwischen 1951 und 1952 spielte er dann mit dem Quartett von Milt Jackson, aus dem dann das bis 1974 bzw. 1993 bestehende Modern Jazz Quartet entstand. Für dieses Quartett, das in Europa seit 1957 sehr erfolgreich war, arrangierte Lewis als musikalischer Leiter das gesamte Material und schrieb einige der Titel wie Vendome und Django.
Mitte der siebziger Jahre trat John Lewis zumeist solo auf, spielte aber auch zusammen mit anderen Pianisten, insbesondere mit Marian McPartland und vor allem mit Hank Jones, mit dem er 1976 in Japan und mehrfach beim Festival in Nizza konzertierte. Nicht nur seine japanischen Solo-LPs Statements and Sketches For Development (1977) und Point Of View fanden viel Beachtung, sondern auch das 1981 mit Hank Jones entstandene Duo-Album An Evening With Two Grand Pianos, das mit dem Deutschen Schallplattenpreis ausgezeichnet wurde.
Lewis war bis kurz vor seinem Tod als Musiker aktiv. Seine Kompositionen verbanden auf einmalige Weise Klassische Musik mit Jazz. Joachim E. Berendt zufolge hat er sehr früh das Verhältnis von Komposition und Improvisation meisterlich ausbalanciert: „Erst seit ihm und durch ihn versteht es sich von selbst, dass eine Jazzaufnahme ein Ganzes ist, dass sie in sich geschlossen sein muss und nicht einfach eine Folge schöner Soli.“  Eine seiner bevorzugten Formen war die Fuge; er arbeitete aber auch mit kontrapunktischen Improvisationen und vor
allem mit dem Prinzip des Concerto grosso, wobei das für ihn bedeutete, dass es kein erklärtes Solo- und kein Begleitinstrument gibt, sondern nur in die Komposition eingebettete Soli und Tutti im Wechsel gibt. Lewis schrieb auch Musik für Ballett und Filmmusiken. Hier sind besonders die Filme No Sun In Venice, Odds Against Tomorrow (deutsch Wenig Chancen für morgen), A Milanese Story und Cities For People (1975) zu nennen. 1963 entstand sein Musical Natural Affection. Seine Jazz-Kompositionen Django und Two Bass Hit gelten als Jazzstandards. Lewis schrieb ab 1956 auch Third-Stream-Kompositionen und war an der Gründung der für die Aufführung derartiger Kompositionen wichtigen Jazz and Classical Music Society Mitte der 1950er Jahre ebenso beteiligt wie an der des Orchestra U. S. A. zwischen 1962 und 1966. Auch bei seinem letzten Konzert in Deutschland, 1992 auf dem „Jazzgipfel Stuttgart“, trat er mit seinem Modern Jazz Quartet und dem klassischen Kammerorchester „Arcata“ in einem Third-Stream-Kontext auf.
Lewis war auch als Jazzpädagoge einflussreich. So organisierte er ab den späten 1950er Jahren die Sommerschulen der Lennox School of Music. 1977 wurde er Professor am City College of New York, nachdem er zuvor bereits in Harvard gelehrt hatte.
Lewis war Ehrendoktor der University of New Mexico, des New England Conservatory und des Columbia College in Chicago. 2001 erhielt er das Jazz Masters Fellowship der staatlichen NEA-Stiftung.

## Diskografie
- mit Bill Perkins Grand Encounter: 2 East 3 West (Pacific Jazz 1956)
- mit Sacha Distel Afternoon In Paris (Atlantic 1957)
- European Windows (RCA Victor 1958, mit Ronnie Ross, Gerry Weinkopf und den Stuttgarter Symphonikern)
- The John Lewis Piano (Atlantic 1958)
- Odds Against Tomorrow (United Artists 1959)
- Improvised Meditations & Excursions (Atlantic 1959)
- The Golden Striker (Atlantic 1960)
- John Lewis Presents Jazz Abstractions (Atlantic 1961)
- Original Sin (Atlantic 1961)
- The Wonderful World Of Jazz (Atlantic 1961, mit Eric Dolphy, Paul Gonsalves, Jimmy Giuffre u. a.)
- (mit Svend Asmussen) European Encounter (Atlantic 1962)
- A Milanese Story (Film Soundtrack, Atlantic 1962, mit Bobby Jaspar, René Thomas, Giovanni Tommaso u. a.)
- Animal Dance (Atlantic 1962, mit Albert Mangelsdorff, K. T. Geier, Silvije Glojnarić bzw. dem Zagreb Jazz Quartet)
- Essence (Atlantic 1964)
- P.O.V. (Columbia 1975)
- John Lewis Solo/Duo With Hank Jones (Sony 1976)
- I Remember Bebop (CBS 1977)
- Mirjana (Ahead 1978, mit Christian Escoudé)
- (mit Hank Jones): An Evening With Two Grand Pianos (Little David 1979)
- (mit Nancy Harrow): The John Lewis Album For Nancy Harrow (Finesse 1981)
- Kansas City Breaks (DRG 1982)
- J.S. Bach Preludes And Fugues From The Well-Tempered Clavier, Book 1 (Philips 1984)
- The Bridge Game (Philips 1984)
- The Bridge Game Vol. 2 (Philips 1985)
- The Chess Game (Philips 1986)
- mit dem American Jazz Orchestra Central City Sketches (Music Masters 1987)
- Delaunay's Delemma (EmArcy 1988)
- Midnight In Paris (EmArcy 1989)
- Private Concert (EmArcy 1991)
- Evolution (Atlantic 2000)
- Evolution II (Atlantic 2001)

## Lexigraphische Einträge
- Carlo Bohländer, Karl Heinz Holler, Christian Pfarr: Reclams Jazzführer. 4., durchgesehene und ergänzte Auflage. Reclam, Stuttgart 1990, ISBN 3-15-010355-X.
- Ian Carr, Digby Fairweather, Brian Priestley: Rough Guide Jazz. Der ultimative Führer zur Jazzmusik. 1700 Künstler und Bands von den Anfängen bis heute. Metzler, Stuttgart/Weimar 1999, ISBN 3-476-01584-X.
- Leonard Feather, Ira Gitler: The Biographical Encyclopedia of Jazz. Oxford University Press, New York 1999, ISBN 0-19-532000-X.
- Wolf Kampmann (Hrsg.), unter Mitarbeit von Ekkehard Jost: Reclams Jazzlexikon. Reclam, Stuttgart 2003, ISBN 3-15-010528-5.
- Martin Kunzler: Jazz-Lexikon. Band 1: A–L (= rororo-Sachbuch. Bd. 16512). 2. Auflage. Rowohlt, Reinbek bei Hamburg 2004, ISBN 3-499-16512-0.